# Metaphyse

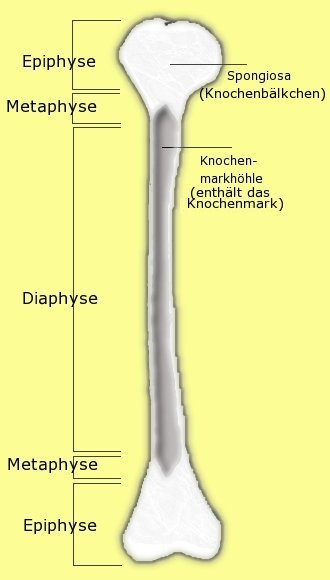
Darstellung des aufgeschnittenen, ausgewachsenen Röhrenknochens, am Beispiel des menschlichen Oberarmknochens (Humerus)

Metaphyse ist ein Knochenabschnitt zwischen Diaphyse (Knochenschaft) und Epiphyse. Im Wachstum beinhaltet sie die für das Knochenwachstum sorgende Epiphysenfuge. Beim Erwachsenen bezeichnet sie den nicht scharf abgrenzbaren epiphysennahen Abschnitt der Diaphyse langer Röhrenknochen, der aus  schwammartiger Knochensubstanz (Spongiosa) aufgebaut ist.

## Veränderungen der Metaphysen
Im Röntgenbild erkennbare Veränderungen der Metaphysen:
- Achondroplasie
- Fibröse Dysplasie
- Enchondromatose
- Gaucher-Krankheit
- Hypochondroplasie
- Kniest-Dysplasie
- Metachondromatose
- Metaphysäre Dysplasie
- Metatropische Dysplasie
- Multiple kartilaginäre Exostosen
- Pseudoachondroplasie
- Osteoglophone Dysplasie